# Prskavec
Prskavec (Brachinus) Weber, 1801 je rod brouků z podčeledi prskavci příslušející do čeledi střevlíkovití.

## Popis
Prskavec je velký 0,2 až 3 cm, ploché tělo má dlouze protaženo, krovky jsou kratší než tělo, vyčnívá mu špičatý zadeček. Velká hlava i hruď jsou hnědé až tmavě červené barvy, rýhované krovky má kovově zelené, modré nebo skoro černé. Vláknitá segmentová tykadla mají třetí a čtvrtý díl tmavší a jsou celá porostlá chloupky. Stehna dlouhých nohou má rozšířena. Je to nelétavý, dravý brouk, který se živí drobnějším hmyzem a plži.

## Rozmnožování
Řadíme ho mezi parazitoidy, protože se vyvíjí na úkor jiného druhu, což je u čeledi střevlíkovitých vzácností. Jeho larvy, které mají tři instary, se vyvíjejí na kuklách kvapníka rodu Amara Bonelli, 1810, První instar aktivně vyhledá hostitele a začíná kuklu požírat, druhý, který již má omezenou pohyblivost, v konzumaci kukly pokračuje, a třetí ji dokončí a následně se zakuklí. Americké druhy larev prskavce zase parazitují na kuklách brouků čeledí potápníkovití, vírníkovití, vodomilovití nebo mandelinkovití.

## Přírodní prostředí
Podmínky, ve kterých prskavci žijí, se různí podle jednotlivých druhů. Například druhy evropské obývají převážně suchá stanoviště (pole, úhory, vinice, stepi), kdežto např. americké žijí i na vlhkých březích řek a jezer.

## Stupeň ohrožení
Prskavec se stává v našich podmínkách vzácným broukem, pravděpodobně následkem chemizace a mizením biotopů, které mu vyhovovaly. Proto vyhláškou 395/1992 Sb. ve znění vyhl. 175/2006 Sb. Ministerstva životního prostředí „o ochraně volně žijících živočichů“ byl zařazen do kategorie „Ohrožené druhy“ (další stupně jsou „Silně ohrožený“ a „Kriticky ohrožený“).

## Zvláštnost
I když je prskavec dravcem, před většími predátory potřebuje ochranu. Jeho vyměšovací buňky vytvářejí v jeho těle hydrochinon, peroxid vodíku a popřípadě ještě další chemikálie závislé na druhu brouka. Tyto chemikálie brouk uskladňuje v zásobníku a v případě nebezpečí přes svalově ovládaný ventil přesune do tlustostěnné reakční komory. Tato komora je potažena buňkami, které vytvářejí speciální enzymy (katalázu a peroxidázu). Jakmile je směs vtlačena do této komůrky, začnou tyto enzymy okamžitě štěpit peroxid vodíku a katalyzovat oxidaci hydrochinonu na chinon. Při této reakci vzniká volný kyslík a vytvoří se tolik tepla, že se pětina obsahu reakční komůrky vypaří. Tím vznikne přetlak, brouk s velkou přesností zamíří zadeček na svůj cíl a oblak chemikálií horký okolo 100 °C je vystříknut na nepřítele. Vystříknutí probíhá v pulsech s frekvencí asi 500 pulsů za sekundu. Výstřik je dokonce slyšet. Prskavec dokáže zahnat nejen predátory z říše hmyzu, ale třeba i menší žábu.
Slučováním hydrochinonu a peroxidu vodíku dojde k exotermní reakci:

C6H4(OH)2 (aq) + H2O2 (aq) → C6H4O2 (aq) + 2H2O.

## Rozšíření
Brouk prskavec žije ve všech světadílech. Vyskytuje se v celé Evropě, vyjma Severní Evropy a Alpské oblasti. V Evropě žije asi 50, a celosvětově okolo 500 druhů. Ve střední Evropě jsou rozšířeny dva druhy, prskavec větší a prskavec menší.

## Taxonomie
Rod Brachinus se dělí na několik podrodů a velké množství druhů, taxonomie není dosud ustálena. V mnoha případech se vedou diskuze, co je druh, a co poddruh.
Oba středoevropští prskavci se na pohled od sebe liší jen velikostí a barevným odstínem,
- prskavec menší měří asi 5 až 10 mm a je o poznání světlejší
- prskavec větší měří 7 až 15 mm a je tmavší – viz foto.

Zde jsou roztříděny evropské druhy:
- rod Brachinus, Weber, 1801
  - podrod Brachinoaptinus Lutshnik, 1926
    - druh Brachinus andalusiacus Rambur, 1837
    - druh Brachinus angustatus Dejean, 1831
    - druh Brachinus baeticus Rambur, 1837
    - druh Brachinus bellicosus Dufour, 1820
    - druh Brachinus italicus Dejean, 1831
    - druh Brachinus olgae Arribas, 1993
    - druh Brachinus pateri Puel, 1938
    - druh Brachinus pecoudi Puel, 1925
    - druh Brachinus testaceus Rambur, 1837

  - podrod Brachinus Weber, 1801
    - druh Brachinus alexandri Battoni, 1984
    - druh Brachinus berytensis Reiche, 1855
    - druh Brachinus crepitans Linnaeus, 1758 – prskavec větší
    - druh Brachinus efflans Dejean et Boisduval, 1829
    - druh Brachinus elegans Chaudoir, 1842
    - druh Brachinus ganglbaueri Apfelbeck, 1904
    - druh Brachinus psophia Audinet-Serville, 1821

  - podrod Brachynidius Reitter, 1919
    - druh Brachinus bodemeyeri Apfelbeck, 1904
    - druh Brachinus brevicollis Motschulsky, 1844
    - druh Brachinus catalonicus Jeanne, 1988
    - druh Brachinus costatulus Quensel, 1806
    - druh Brachinus explodens Duftschmid, 1812 – prskavec menší
    - druh Brachinus glabratus Latreille et Dejean, 1822
    - druh Brachinus hoffmanni Liebke, 1927
    - druh Brachinus maublanci Colas, 1942
    - druh Brachinus nigricornis Gebler, 1829
    - druh Brachinus pectoralis Dejean, 1825
    - druh Brachinus sclopeta Fabricius, 1792
    - druh Brachinus sichemita Reiche et Saulcy, 1855
    - druh Brachinus variventris Schaufuss, 1862

  - podrod Brachynolomus Reitter, 1919
    - druh Brachinus immaculicornis Dejean, 1826

  - podrod Cnecostolus Reitter, 1919
    - druh Brachinus bayardi Dejean, 1831
    - druh Brachinus bipustulatus Quense, 1806
    - druh Brachinus cruciatus Quensel, 1806
    - druh Brachinus exhalans Rossi, 1792
    - druh Brachinus hamatus Fischer von Waldheim, 1828
    - druh Brachinus quadriguttatus Gebler, 1830

  - podrod Dysbrachinus Schuler, 1974
    - druh Brachinus humeralis Ahrens, 1812

  - podrod Neobrachinus Erwin, 1970
    - druh Brachinus cyanochroaticus Erwin, 1969
    - druh Brachinus fumans Fabricius, 1781
    - druh Brachinus medius Harris, 1828
    - druh Brachinus quadripennis Dejean, 1825[3]